# Felipe Gedoz
Felipe Gedoz da Conceição (Muçum, 12 juli 1993) is een Braziliaans-Uruguayaans voetballer die bij voorkeur als middenvelder speelt. Hij tekende in 2014 bij Club Brugge.

## Clubcarrière
Gedoz speelde in de jeugdreeksen bij Juventude, Atlético Carazinho en Guarani. In 2011 trok hij naar het Uruguayaanse Defensor Sporting, waar hij na een jaar in de jeugdopleiding doorbrak in het eerste elftal. In augustus 2014 werd hij in de media gelinkt aan een eventuele overgang naar het Belgische Club Brugge, waar hij de vervanger van Vadis Odjidja zou moeten worden, maar die verwachting kon hij nooit inlossen. Op 14 september 2014 scoorde hij zijn eerste doelpunt voor Club Brugge tegen Genk.

## Statistieken
| Seizoen | Club                | Land              | Competitie         | Competitie | Competitie | Beker | Beker | Europees | Europees | Totaal | Totaal |
| Seizoen | Club                | Land              | Competitie         | Wed.       | Dlp.       | Wed.  | Dlp.  | Wed.     | Dlp.     | Wed.   | Dlp.   |
| ------- | ------------------- | ----------------- | ------------------ | ---------- | ---------- | ----- | ----- | -------- | -------- | ------ | ------ |
| 2012/13 | Defensor Sporting   | Vlag van Uruguay  | Primera División   | 16         | 0          | 0     | 0     | 0        | 0        | 16     | 0      |
| 2013/14 | Defensor Sporting   | Vlag van Uruguay  | Primera División   | 26         | 7          | 0     | 0     | 11       | 4        | 37     | 11     |
| 2014/15 | Defensor Sporting   | Vlag van Uruguay  | Primera División   | 2          | 1          | 0     | 0     | 0        | 0        | 2      | 1      |
| 2014/15 | Club Brugge         | Vlag van België   | Jupiler Pro League | 20         | 5          | 6     | 3     | 9        | 1        | 35     | 9      |
| 2015/16 | Club Brugge         | Vlag van België   | Jupiler Pro League | 20         | 1          | 9     | 0     | 3        | 0        | 32     | 1      |
| 2016/17 | Club Brugge         | Vlag van België   | Jupiler Pro League | 4          | 1          | 1     | 1     | 3        | 0        | 8      | 2      |
| 2017    | Atlético Paranaense | Vlag van Brazilië | Série A            | 16         | 3          | 0     | 0     | 8        | 3        | 24     | 6      |
| 2018    | Atlético Paranaense | Vlag van Brazilië | Série A            | 0          | 0          | 0     | 0     | 1        | 0        | 1      | 0      |
| 2018    | → Goiás EC          | Vlag van Brazilië | Série B            | 18         | 4          | 0     | 0     | 0        | 0        | 18     | 4      |
| 2019    | → EC Vitória        | Vlag van Brazilië | Série B            | 3          | 0          | 0     | 0     | 0        | 0        | 3      | 0      |
| 2020    | → EC Vitória        | Vlag van Brazilië | Série B            | 0          | 0          | 0     | 0     | 0        | 0        | 0      | 0      |
| TOTAAL  | TOTAAL              | TOTAAL            | TOTAAL             | 125        | 22         | 16    | 4     | 35       | 8        | 176    | 34     |

## Erelijst
| Competitie         |             |             |             |             |
| Competitie         | Aantal      | Jaren       |             |             |
| Club Brugge        | Club Brugge | Club Brugge | Club Brugge | Club Brugge |
| ------------------ | ----------- | ----------- | ----------- | ----------- |
| Nationaal          |             |             |             |             |
| Beker van België   | 1x          | 2015        |             |             |
| Kampioen België    | 1x          | 2016        |             |             |
| Belgische Supercup | 1x          | 2016        |             |             |